# Thuiaria kurilae
Thuiaria kurilae är en nässeldjursart som beskrevs av Nutting 1904. Thuiaria kurilae ingår i släktet Thuiaria och familjen Sertulariidae. Inga underarter finns listade i Catalogue of Life.